# Distrito de Chingalpo
El distrito de Chingalpo es uno de los diez que conforman la Provincia de Sihuas, en el Departamento de Ancash, está sujeta a la administración del Gobierno Regional de Áncash, Perú.

## Historia
El distrito fue creado mediante Ley N.º 13012 del 14 de junio de 1958, en el segundo gobierno del presidente Manuel Prado Ugarteche.
Chingalpo: Originalmente se llamó San Francisco de Chingalpo, denominado así por el español Juan Francisco de Quiñones.

## Etimología
Etimológicamente derivaría de dos voces: Chin calabaza vacía del idioma culle de los conchucos (lengua extinta) y de la palabra quechua Gallpush tierra preparada para cultivar.
Se podría plantear la alternativa de que procede de la voz quechua tsinkarpuy = 'pues, escóndete'.
Su nombre aparece como pueblo integrante de la provincia de Pomabamba, en la ley que creó esta provincia, después de aniquilar la provincia de Conchucos ( capital Sihuas); el 21 de febrero de 1861 en la presidencia de Ramón Castilla y Marquesado.

## Caseríos
- Rayán
- Tayabamba
- San Miguel
- Potrero

## Turismo
- FESTIVIDAD RELIGIOSA: FIESTA PATRONAL; 28 de noviembre en Homenaje a la Santísima Virgen del Perpetuo Socorro.
- LA SEMANA SANTA.
- DANZAS: Los Pieles Rojas, Los Antis, Los Pastorcillos de Navidad declarado Patrimonio Cultural de la Nación el 23 de marzo de 2016 con la R.VM. N.º 030-2016-VMPCIC-MC.
- ESTAMPAS: La Corrida de Toros y la Entrada de Toros. Los Diablos.
- ECOTURISMO: El cerro Paltas y La Cuenca del Río Ajtuy
- LAGUNAS: Tinyacocha
SITIOS ARQUEOLÒGICOS:
. PINTURA RUPESTRE Y TUMBAS: RAPIHIRCA (San Miguel) Delimitado por el Ministerio de Cultura.
. CIUDADELA DE POBLAZÒN-Marcahirca (de Huayanay-Chingalpo)
. CIUDADELA DE POBLACIÓN (en Rayan)
. CIUDADELA DE TINAHIRCA y Tumbas (San Miguel).
. CIUDADELA DE CORONA,  Registrado por el Ministerio de Cultura.

## Geografía
Tiene una extensión de 173,3 kilómetros cuadrados y una población aproximada de 1 140 habitantes.
Su capital ubicada a 3 128 msnm es la localidad de Chingalpo.

## Autoridades

### Municipales
- Periodo: 2015-2018[3]
  - Alcalde: Abanto Chavarria Estrada
  - Regidores: Lorgio Yzaguirre Murillo; Bautista Reyes Alejos; Adriana Morillo Capa; Luz María Damián Melgarejo; Marco Antonio Cordova Leon.
- 2011-2014[4]
  - Alcalde: Orestes Saavedra Valverde, del Partido Aprista Peruano (PAP)
  - Regidores: Felipe Neri Vásquez Zamora (PAP), Esther Noemí Azaña Castillo (PAP), Rosario Luis Carrillo Quezada (PAP), Esther Maritza Aranda Valois (PAP), Francisco Eusebio Salinas Santiago (Frente Amplio Democrático Sihuasino).
- 2007-2010
  - Alcalde: Santos Morillo Casahuaman.
- 2003-2006
  - Alcalde: Flavio Mata Murillo
- 199-2002
  - Alcalde: Flavio Mata Murillo

## Festividades
- Virgen de las Nieves
- Fiesta Patronal: Se celebra en honor a San Francisco de Asís el 4 de octubre de cada año.